# The Revolution Will Not Be Televised
The Revolution Will Not Be Televised (auf Deutsch: Die Revolution wird nicht im Fernsehen übertragen werden) ist ein Gedicht und ein Lied von Gil Scott-Heron (1949–2011), das er etwa 1969/70 verfasste. Die Titelzeile ist seit ihrer Veröffentlichung zu einem geflügelten Wort geworden.
Der Text kritisiert die materialistische und konsumorientierte Prägung der Gesellschaft in den Vereinigten Staaten und im Speziellen das Fernsehen als das wichtigste Medium, das diese Lebensweise propagiert. Im Geist der US-amerikanischen Bürgerrechtsbewegung ist es ein Appell an die Afroamerikaner, sich aus der passiven Rolle des Medien- und auch Drogenkonsumenten zu lösen und selbst tätig zu werden, um den damals noch tief in der US-amerikanischen Gesellschaft verankerten Rassismus und die Rassentrennung zu bekämpfen, zu überwinden und die eigenen Lebensumstände zu verbessern.

## Inhalt
Scott-Heron richtet sich in The Revolution Will Not Be Televised an seine schwarzen Mitbürger, insbesondere an den schwarzen Medienkonsumenten, der sich einer von Weißen dominierten Medienwelt gegenübersieht, in der seine eigene Lebenswelt keine Rolle spielt.
Der Text entspinnt sich über einem rhetorischen Muster von Anspielungen auf Slogans aus der Fernsehwerbung und auf populäre Fernsehsendungen, Soap Operas, Schauspieler usw. Als Verursacher der Passivität und Lethargie der Menschen, die sie davon abhalten aufzustehen und ihr Schicksal selbst in die Hand zu nehmen, werden, neben dem Fernsehen und dem davon geförderten konsumfixierten Verhalten, auch Drogen (Heroin, Alkohol …) angeprangert.
- „You will not be able to plug in, turn on and cop out“ ist eine Anspielung auf den von Timothy Leary geprägten Slogan „Turn on, tune in, drop out“, mit dem er für den Gebrauch von LSD warb. „Cop out“ bedeutet so viel wie sich drücken, passiv sein.
- „You will not be able to lose yourself on skag and skip. Skip out for beer during commercials“, nimmt Bezug auf das Desinteresse von Drogenabhängigen („skag“ steht umgangssprachlich für Heroin) an der Welt außerhalb ihres Rausches.
- „The revolution will not be brought to you by Xerox, […] by the Schaefer Award Theatre“, persifliert die im Fernsehen übliche Phrase „diese Sendung wird präsentiert von …“ und nennt exemplarisch das Technologieunternehmen Xerox und die von Schaefer Beer gesponserte Sendung Schaefer Award Theatre.
- „The revolution will not […] star Natalie Wood and Steve McQueen.“
- „The revolution will not give your mouth sex appeal“, spielt auf den Werbeslogan „give your mouth sex appeal“ für die Zahnpasta Ultra Brite von Colgate-Palmolive an.
- „The revolution will not get rid of the nubs“, greift den Slogan „get rid of the nubs“ für Schick-Rasierapparate von Wilkinson Sword auf.
- „The revolution will not make you look five pounds thinner“, persifliert die Versprechungen der Schönheits- und Diätindustrie.
- „NBC will not be able predict the winner at 8:32“, bezieht sich auf die von Fernsehsendern ausgestrahlten Vorhersagen zum Ausgang von Wahlen.
- „The revolution will not go better with Coke.“
- „The revolution will not fight the germs that cause bad breath“, spielte auf den Werbeslogan „fight the germs that cause bad breath“ für Listerine-Mundwasser von Johnson & Johnson an.

In einem TV-Interview erklärte Scott-Heron dazu:

„You have to change your mind before you change the way you live […]. So when we were saying that the revolution would not be televised we meant that the thing that is going to change people will be something that no one will ever be able to capture on film.
(Bevor man seinen Lebensstil ändern kann, muss erst die Art zu denken geändert werden. […] Wenn wir also sagten, dass die Revolution nicht im Fernsehen gezeigt wird, meinten wir, dass das, was Menschen verändern wird, nichts ist, was jemals jemand auf Film festhalten können wird.)“

In Message To The Messengers auf seinem Album Spirits aus dem Jahr 1994 griff er selbst die Thematik noch einmal auf: „Hey, yeah, we the same brothas from a long time ago. We was talkin’ about television […]“ – „Hey, yeah, wir sind dieselben wie vor langer Zeit. Wir haben vom Fernsehen geredet […]“. Damit wandte er sich an die jungen schwarzen Musiker, vor allem die Vertreter des mittlerweile populär und bei den neuen Generationen einflussreich gewordenen Hip-Hop und Rap, um sie dazu zu ermahnen, sich ihrer Verantwortung bewusst zu sein, nicht zu vergessen, welche Kämpfe frühere Generationen für ihre Rechte ausfochten, und sich nicht erneut von Fernsehen, Geld und vermeintlicher Macht blenden zu lassen.
2005 legte er in einem Interview mit der taz noch einmal dar, dass für ihn Revolutionen primär als Bewusstseinsänderung stattfänden und nicht als Straßenschlachten, was zu oft verwechselt werde.

## Veröffentlichungen
Eine erste Version des vertonten Gedichtes war auf Scott-Herons Debütalbum Small Talk at 125th and Lenox (1970) zu hören, wo sein Sprechgesang ausschließlich von Perkussion (Bongos und Conga) begleitet wurde. Auf der B-Seite der Single Home is where the Hatred is zum Album Pieces of a Man (1971) erschien es erstmals in einer Aufnahme mit Band (Gil Scott-Heron with Pretty Purdie And The Playboys). Erneut veröffentlicht wurde es 1974 auf dem Album The Revolution Will Not Be Televised, benannt nach dem mittlerweile populär gewordenen Text. Daneben ist es auch auf einigen Best-of-Alben enthalten: The Best of Gil Scott-Heron (1984), Glory – The Gil Scott-Heron Collection (1990), Evolution (and Flashback) The Very Best of Gil Scott-Heron (1999).

## Musikalische Bedeutung
Gil Scott-Heron vertonte sein Gedicht mit einem Rap-artigen Sprechgesang. The Revolution Will Not Be Televised gilt als einer der ersten Vorläufer von Hip-Hop und Rap. Mit dieser Spoken-Word-Performance wurde der Song Wegbereiter einer neuen Stilrichtung, die Jahre später mit Bands wie der Fatback Band, Grandmaster Flash & the Furious Five oder The Sugarhill Gang ihren Durchbruch erzielte.
Das Stück ist häufig von Musikern zitiert worden. In Elvis Costellos Invasion Hit Parade (1991) findet sich die Zeile „Incidentally the revolution will be televised, with one head for business and another for good looks, Until they started arriving with their rubber aprons and their butcher’s hooks.“ – „Übrigens wird die Revolution im Fernsehen gezeigt werden, mit einem Kopf [= Fernsehsprecher] für das Geschäft und einem anderen für den schönen Schein, bis sie mit ihren Gummischürzen und ihren Schlachterhaken kommen.“ Die Bühnenschauspielerin Sarah Jones verfasste mit Your Revolution eine feministische Version, in der sie die im Hip-Hop weit verbreitete Frauenfeindlichkeit angreift („Your revolution will not happen between these thighs“ – „Deine Revolution wird nicht zwischen diesen Schenkeln stattfinden“). Der Rapper Common beginnt sein Stück The 6th Sense mit: „The revolution will not be televised, the revolution is here.“ Der deutsche Rapper Spax griff das Gedicht in Die Revolution wird nicht live sein auf und der Hamburger Rapper Telly Tellz samplete das Gedicht zu Beginn seines Songs Kein Parra, der die Armut in so genannten Problembezirken thematisiert.
Von der englischen Wochenzeitung New Statesman wurde The Revolution Will Not Be Televised 2010 zu einem der 20 wichtigsten politischen Lieder gekürt. Das Musikprojekt 1,000 Days, 1,000 Songs veröffentlichte den Titel im Februar 2017 auf seiner Website als Protest gegen die Politik von US-Präsident Donald Trump.